# Chlorida denticulata
Chlorida denticulata är en skalbaggsart som beskrevs av Jean Baptiste Lucien Buquet 1860. Chlorida denticulata ingår i släktet Chlorida och familjen långhorningar.
Artens utbredningsområde är:
- Guyana.
- Surinam.

Inga underarter finns listade i Catalogue of Life.